# ディッケル
ディッケル (ドイツ語: Dickel) は、ドイツ連邦共和国ニーダーザクセン州ディープホルツ郡の町村（以下、本項では便宜上「町」と記述する）である。ディッケルはザムトゲマインデ・レーデンの一部をなす。

## 歴史
最も古い記述は、13世紀のコルヴァイ修道院の文書である。1238年から1250年頃まで "Thetmarus de Diekla" という人物について言及されている。ディッケルという名前はこの貴族家に由来する。ディッケルの名は13世紀に現れる。この頃ここはやはりコルヴァイ修道院の所領であった。

## 住民

### 人口推移
| 年   | 人口（人） |
| ---- | ---------- |
| 1933 | 542        |
| 1939 | 477        |
| 2004 | 549        |
| 2020 | 467        |

## 行政

### 議会と首長
この町の議会は7人の議員で構成されている。
町長は、2021年9月12日の選挙以降ロベルト・ミュニングが務めている。ゲマインデディレクター（町政の実務責任者）はザムトゲマインデ長のマグヌス・キーネである。

### 紋章
ディッケルの固有の紋章はない。通常はザムトゲマインデ・レーデンの紋章を転用している。

### 姉妹自治体
- チェホヴォ（ロシア語版、英語版）（ロシア、カリーニングラード州）[4]